# Pareugyrioides digitus
Pareugyrioides digitus is een zakpijpensoort uit de familie van de Molgulidae. De wetenschappelijke naam van de soort werd in 1997 voor het eerst geldig gepubliceerd door Claude Monniot.